# 久仰镇
久仰镇，是中华人民共和国贵州省黔东南苗族侗族自治州剑河县下辖的一个乡镇级行政单位。
2016年1月14日，贵州省人民政府批复同意剑河县部分乡镇行政区划调整，撤销久仰乡建制，设置久仰镇，撤乡设镇后行政区域、政府驻地不变。

## 行政区划
久仰镇下辖以下地区：
久仰村、党义村、基佑村、毕下村、东阶仰村、久丢村、久顺村、久吉一村、久吉二村、摆伟上寨村、摆伟下寨村、乌溜村、光纪村、白闹村、南江村、乌里村、党开村、夭那村、乌交村、奉党村、东库村、久敢村、党敢村、南开村、尖峰村、乌仰村、党薅村和久甲村。

## 中国传统村落
2013年8月，基佑村、久吉村被评为第二批中国传统村落。